# Persisk mytologi
Persisk mytologi är en samling mytologiska berättelser som innefattar såväl svarssägner och skapelseberättelse, mytologiska beskrivningar av äldre historiska händelser som rent sagostoff. Som vi känner den idag på nypersiska, nedtecknades den persiska mytologin i huvudsak av nationalpoeten Ferdousi (940-1020 e.Kr.).
Den persiska mytologin rymmer ett stort antal gudar, varav den främste är himmelsguden Ahura Mazda som skapat den goda skapelsen, i motsats till Ahriman som är ondskans källa. Den persiska världsynen är således dualistisk. Ahura Mazda står för ljuset och godheten medan Ahriman styr mörkrets krafter. Ahura Mazda är människans skapare.
Det första människoparet i persisk mytologi heter Masya och Masyane.